# Chiến dịch Slutsk–Baranovichi
Chiến dịch Slutsk–Baranovichi là một chiến dịch quân sự của Hồng quân Liên Xô nhằm tấn công vào quân đội Đức Quốc xã, với mục đích khai thác chiến quả của chiến dịch Bobruysk và tạo điều kiện cho các đợt tấn công vào Lublin và Brest. Sau chiến dịch, quân đội Liên Xô đã giải phóng nhiều điểm dân cư quan trọng như Kovel, Slutsk, Baranovichi, Pinsk và áp sát thành phố Brest, chuẩn bị cho đợt tấn công vào thành phố này sau đó.
Chiến dịch Slutsk–Baranovichi là một phần của chuỗi chiến dịch giải phóng Byelorussia mang mật danh "Bagration".

## Binh lực và kế hoạch
Ngoài mục tiêu khai thác chiến quả và chuẩn bị cho các đợt tấn công kế tiếp, trong giai đoạn đầu mũi tấn công của Phương diện quân Byelorussia 1 còn có mục đích lôi kéo sự chú ý của quân Đức vào khu vực này, đảm bảo thành công cho Chiến dịch Lvov-Sandomierz của Phương diện quân Ukraina 1 diễn ra vào ngày 13 tháng 7 năm 1944.

## Diễn biến
Slutsk là một mục tiêu quan trọng ở phía Nam mặt trận: đây là điểm nút của các đường giao thông phía Bắc khu vực đầm lầy Prypiat và là bàn đạp cho cánh trái của Phương diện quân Byelorussia 1 triển khai hỗ trợ hướng Lvov-Sandomir của Phương diện quân Ukraina 1. Ngày 26 tháng 6 được đưa vào tham chiến qua cửa mở Nam Bobruysk, thì đến ngày 29 tháng 6, Cụm Cơ động Kỵ binh - Cơ giới hoá Plyev của Phương diện quân được sự hỗ trợ của Tập đoàn quân 65 và 28 chiếm Slutsk trong hành tiến. Lúc này, do hướng tấn công đang phát triển thuận lợi về Minsk, nên thay vì chiếm Baranovichi rồi tiến về Minsk như kế hoạch, thì Quân đoàn Kỵ binh được lệnh quay về Bắc, cắt tuyến đường sắt phía Nam Minsk, trong khi Quân đoàn Cơ giới hoá tiếp tục hành tiến về hướng Baranovichi.
Ngày 3 tháng 7, thì Quân đoàn Cơ giới hoá tiến đến Baranovichi ở mặt Nam, thì Quân đoàn Xe tăng 9 rời Minsk tiến về Baranovichi từ mặt Đông Bắc. Ngay từ ngày 5 tháng 7, quân đội Liên Xô đã phải chạm mặt với các lực lượng dự bị điều đến trám lỗ thủng tại Byelorussia. Lúc này, Baranovichi được phòng thủ bởi các đơn vị của Tập đoàn quân 2 và tàn quân của Tập đoàn quân 9 được tăng cường thêm Sư đoàn Thiết giáp 4 thành một cụm phòng ngự mạnh. Sư đoàn thiết giáp số 4 vừa đến Byelorussia đã có một trận giao chiến với Quân đoàn cơ giới cận vệ số 1 và tạm thời chặn bước quân đoàn. Lúc đó sư đoàn bộ binh nhẹ số 28 (Đức) và sư đoàn kỵ binh Hunggari số 1 cũng được tung vào mặt trận. Trong suốt ngày 5 đến ngày 6 tháng 7, giữa quân đoàn cơ giới cận vệ số 1 với các lực lượng Đức đã xảy ra một trận kịch chiến bất phân thắng bại. Cuối cùng, ngày 6 tháng 7, 3 Tập đoàn quân 65, 28 và 48 đến kịp và tham chiến từ mặt Đông. Mũi công kích của Tập đoàn quân số 65 đã đạt được những thành quả đáng kể, còn tập đoàn quân số 47 cũng giải phóng thành phố Kovel. Sáng 7 tháng 7, sau một đợt bắn phá dữ dội bằng pháo binh và một trận oanh kích quy mô lớn của 500 máy bay, quân đoàn Xe tăng 9 và tập đoàn quân 48 chọc thủng tuyến phòng ngự phía Đông Bắc thành phố, trong khi Quân đoàn Kỵ binh vận động tập hậu mặt Tây Bắc. Bị uy hiếp bao vây, lực lượng Đức Quốc xã phòng thủ buộc phải rút chạy. Baranovichi được giải phóng cùng ngày.
Thắng lợi tại Baranovichi đã mở đường sang phía Tây cho tập đoàn quân số 61. Tập đoàn quân nhanh chóng tiến thẳng tới Pinsk thông qua Luninets với sự hỗ trợ đắc lực của Giang đoàn Dniepr. Địa hình tác chiến cực kì phức tạp với hệ thống đầm lầy, sông ngòi dày đặc nằm ở giữa hai cánh của Phương diện quân Byelorussia 1. Tuy nhiên, với việc Baranovichi bị mất, bình phong che mặt Pinsk đã bị hở và quân Đức buộc phải bỏ chạy. Đêm 12 tháng 7, giang đoàn Dniepr bí mật chở trung đoàn bộ binh Pripyat đổ bộ lên ngoại vi Pinsk và bất thình lình đột kích và lực lượng đồn trú Đức. Bị đánh bất ngờ, quân Đức buộc phải bỏ chạy. Ngày 14 tháng 7 Pinsk được giải phóng.
Ngày 20 tháng 7, quân đội Liên Xô giải phóng Kobrin một thành phố phía Đông Brest. Cánh phải của Phương diện quân Byelorussia 1 đã áp sát thành phố này.